# Métropole de Dabro-Bosna
La métropole de Dabro-Bosna (en serbe cyrillique : Митрополија дабробосанска ; en serbe latin : Mitropolija dabrobosanska) est une circonscription de l'Église orthodoxe serbe. Elle est située en Bosnie-Herzégovine et son siège se trouve à Sarajevo. En 2006, elle est administrée par intérim par l'évêque Grigorije.

## Histoire

### Évêques
- Amvrosije Papa-Georgopoli (1835-1840)
- Ignjatije (1841-1851)
- Prokopije (1851-1856)
- Dionisije (1856-1860)
- Ignjatije II (1860-1868)
- Dionisije II Ilijević (1868-1871)
- Pajsije (1872-1874)
- Antim (1874-1880)
- Sava Kosanović (1881-1885)
- Georgije Nikolajević (1885-1896)
- Nikolaj Mandić (1896-1907)
- Evgenije Letica (1908-1920)
- Petar Zimonjić (1920-1941)
- Nektarije Krulj (1951-1966)
- Vladislav Mitrović (1967-1992)
- Nikolaj Mrđa (1992-2015)
- Grigorije Durić (2015-), administrateur

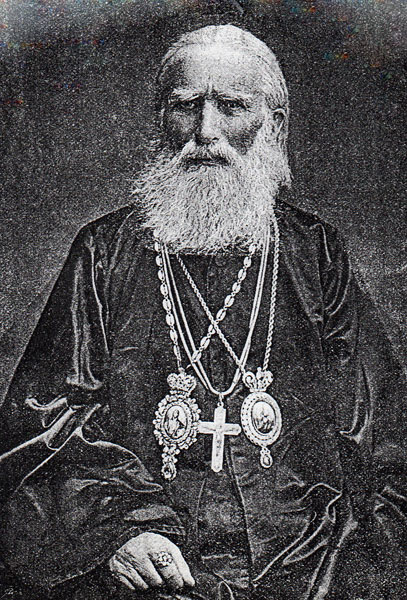
Georgije Nikolajević
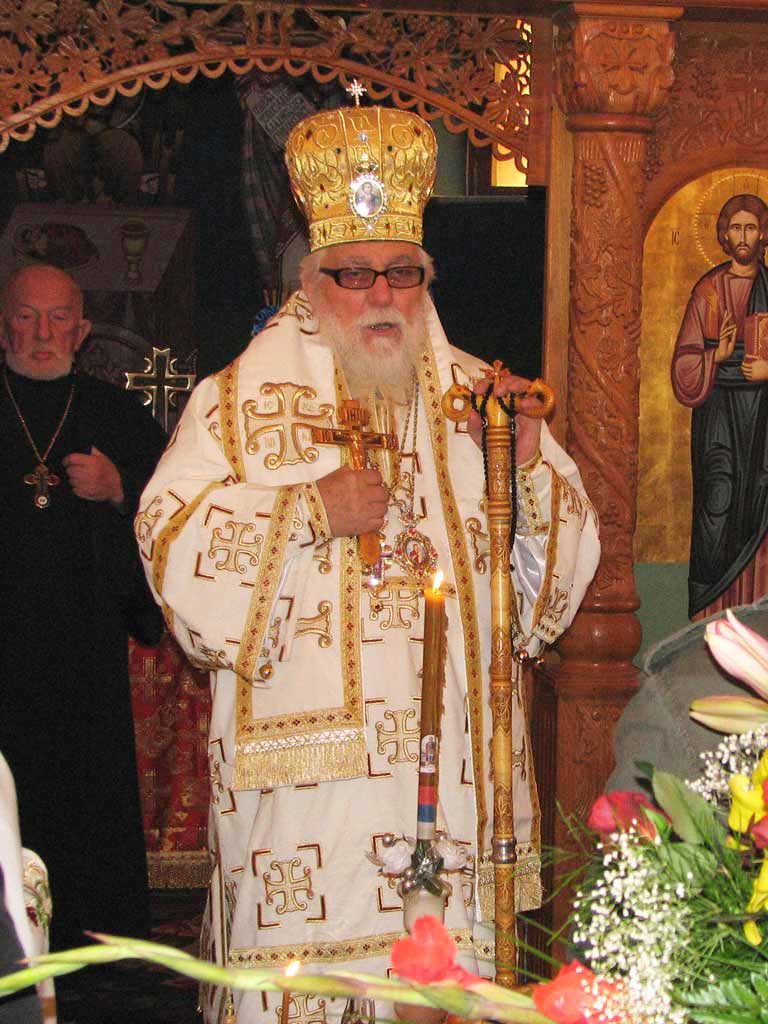
Nikolaj Mrđa
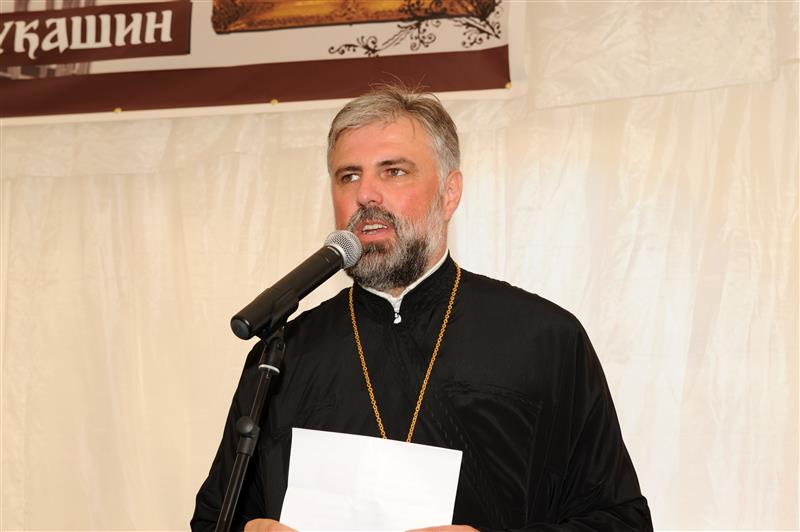
L'évêque Grigorije Durić, administrateur par intérim' de la métropole de Dabro-Bosna

## Subdivisions territoriales
La métropole de Dabro-Bosna compte 4 archidiaconés (arhijerejska namesništva), eux-mêmes subdivisés en municipalités ecclésiastiques (crkvene opštine) et en paroisses (parohije).

## Monastères
La métropole de Dabro-Bosna abrite notamment les monastères suivants :